# Пулицър
„Пулицър“ (на английски: Pulitzer) е престижна американска награда за журналистика, литература и музика.
През октомври 1911 г. умира американският издател, редактор и журналист, вестникарски магнат от унгарско-еврейски произход Джоузеф Пулицър (1847 – 1911). В изпълнение на неговото завещание е основан фонд на негово име с оставените за тази цел 250 000 щ.д. за награди и стипендии. Завещанието е съставено на 17 август 1903 г., и този ден се смята за дата на учредяването на наградата „Пулицър“.
Присъжда се за вестникарска и онлайн журналистика, литературни постижения и музикална композиция. Администрира се от Колумбийския университет, Ню Йорк. Всяка година над 100 специалиста се избират от борда на наградата „Пулицър“, за да работят в 22 отделни журита за 23-те категории награди.
От 1917 г. наградата се връчва ежегодно в първия понеделник на май от попечителите на Колумбийския университет в Ню Йорк. Размерът на наградата от 2017 г. е 15 хил. щ.д.

## Носители
Пръв лауреат на наградата през 1917 г. в категорията „За репортаж“ (Pulitzer Prize for Reporting) става американският журналист Хърбърт Байярд Суоуп. Той е удостоен с престижната награда за серия материали във вестник „Ню Йорк Уърлд“ под заглавие „Германската империя отвътре“ (Inside The German Empire), публикувани през октомври 1916 г. Сред известните носители на наградата „Пулицър“ са Джон Кенеди за биография; Ърнест Хемингуей, Маргарет Мичъл, Сол Белоу, Артър Милър за драма, Харпър Ли, Уилям Фокнър, Едуард Олби, Тони Морисън за художествена литература, Кендрик Ламар за музика и др.

## Категории
| Журналистика - Служба на обществото - Изключително представяне на сензационен материал - Изключително разследване - Разяснителни репортажи - Отразяване на местни новини - Национален репортаж - Международен репортаж - Очерк - Коментар - Критика - Редакционен коментар - Карикатура - Снимки на извънредни новини - Художествена фотография - За аудио репортаж | Литература - Белетристика - Книга по история - Драма - Биография или автобиография - Поезия - Нехудожествена литература Други - Изключително музикално произведение - Особено споменаване |